# Nadezhda Ladygina-Kohts
Nikolaevna Ladygina-Kohts (en ruso: Надежда Николаевна Ладыгина-Котс; Penza, 18 de mayo de 1889–3 de septiembre de 1963) fue una zoóloga y psicóloga comparativa rusa, conocida por su trabajo comparando el comportamiento, emociones y cognición entre humanos y chimpancés Fue la autora de varios libros sobre el comportamiento de primates y simios y fue la codirectora del primer museo de historia natural en Rusia.

## Infancia y educación
Ladygina nació en Penza, Rusia el 18 de mayo de 1889. Su padre, era maestro de música  y su madre no tuvo educación formal. Después de acudir al gimnasio (escuelas de Europa Oriental previas a la Universidad) fue estudiante en los cursos superiores de Moscú para mujeres y cursos superiores de Moscú para mujeres, de 1913 hasta 1916. Fue allí donde conoció a su futuro esposo, el zoólogo ruso Alexander F. Kohts, quien enseñaba biología. Durante sus estudios, fundó el laboratorio de Psicología del museo Darwin. Terminó sus estudios y recibió el título en ciencias biológicas, con enfoque en Psicología comparativa por la Universidad de Moscú en 1917.

## Carrera
Kohts estudió primordialmente el comportamiento animal y cómo es comparable con el de los humanos. Ejerció como codirectora del Museo Darwin en Moscú y estudió una amplia variedad de animales como loros, monos y simios a lo largo de su carrera.

### Museo Estatal Darwin de Moscú
El museo Darwin, fundado por A. F. Kohts con la ayuda de Nadezhda Kohts, fue el primer y único museo de historial natural en Rusia. Derivado del museo de enseñanza de A. F. Koths el cual comenzó en 1907 en el instituto de cursos superiores para mujeres de la Universidad de Moscú. A. F. Kohts fue entrenado como taxidermista y había coleccionado diversos especímenes de distintas expediciones incluyendo el sur de Siberia y estaba fuertemente inspirado por el trabajo de Charles Darwin. Por lo tanto, el museo sirvió como una colección privada de taxidermia zoológica y literatura científica. El museo fue organizado de una forma artística, para que los trabajos fueran presentados de una manera creativa e informativa, pero sin demasiada información textual. Las exhibiciones incluían taxidermia escenificada, pinturas y dibujos de plantas animales y sus hábitats. Ilustraciones reconstructivas, esculturas representando flora y fauna prehistórica y representaciones de las vidas de teóricos evolucionistas como el mismo Charles Darwin. A. F. Kohts creía que su museo debía mostrar la historia natural como una "excitante experiencia visual" para los visitantes para estimular la imaginación de los visitantes. Él también ofrecía visitas guiadas al público. A. F. Kohts enseñó cursos para mujeres en la Universidad de Moscú, enseñando el trabajo de Darwin y suplementándolo con ayudas visuales de su colección.
Nadezhda Kohts  trabajó primariamente como codirectora del Museo Darwin en Moscú. Ella inició como estudiante en los cursos avanzados para mujeres de Moscú y fundó el laboratorio de Psicología en el museo Darwin. Kohts y su esposo estaban ampliamente interesados y basados en el trabajo de Darwin sobre la teoría de la evolución Por lo tanto, mientras su esposo administraba el museo, Kohts realizaba experimentos psicológicos y comparativos, explorando las similitudes y diferencias entre el comportamiento e inteligencia de humanos y animales. Aun hoy en día, sus experimentos siguen siendo considerados importantes e informativos para los campos de la psicología evolutiva y comparativa
Debido al clima político en Rusia, los Kohts tuvieron que tomar ciertas precauciones para protegerse a ellos mismos y  a su trabajo. El genetista ruso Trofim Lysenko, quien fue un fuerte proponente de la herencia del rasgo adquirido y un opositor de la genética mendeliana, ganó apoyó del líder soviético Iósif Stalin. Bajo Lysenko, científicos soviéticos que se rehusaban a renunciar a las leyes de Mendel, fueron mandados a campos de trabajo e inclusive sentenciados a muerte. Consecuentemente, Nadezhda y su esposo escondieron su literatura y documentos de investigación entre la colección de taxidermia en el sótano del museo y estratégicamente colocaron una enorme estatua de Jean-Baptiste Lamarck en la entrada del museo.

### Colegas académicos
Nadezhda Kohts pasó años escribiéndose con prominentes psicólogos de la época. Uno de esos colegas era Robert Yerkes, psicólogo comparativo e investigador de simios de Pensilvania. Yerkes y su hija visitaron y se quedaron con los Kohts en Moscú en 1929 para discutir su proyecto comparando las conductas de un chimpancé y un infante humano. Yerkes y Kohts continuaron con su correspondencia y se aconsejaron uno al otro sobre sus respectivos trabajos hasta 1942. En 1930, Kohts mandó hacer y colocar un busto de Yerkes en el Museo Darwin, junto con una copia que ella mandó a Yerkes a los Estados Unidos. Yerkes dedicó páginas de sus trabajos publicados a Kohts y a sus éxitos como investigadora.
En enero de 1960, Kohts recibió una carta del notable psicólogo americano Harry F. Harlow. Esta carta, en la cual Harlow describe su admiración y seguimiento al trabajo de Kohts, inició una correspondencia que duró dos años. Harlow y Kohts intercambiaron reimpresiones de sus trabajos durante este periodo, y él tuvo un empleado en su laboratorio traduciendo las cartas de ella del ruso al inglés. Después de leer sus investigaciones publicadas y las que estaban en marcha, Harlow admitió a Kohts que él no le había dado suficiente crédito a su trabajo anteriormente, y que el campo le estaba en deuda con sus logros científicos

### Instituto de Filosofía de la Academia Soviética de las Ciencias
En 1945 Kohts se convirtió en el mayor asistente de investigación en el Instituto de Filosofía de la Academia Soviética de las Ciencias. Allí, ella continuó sus investigaciones y asistencia a estudiantes de psicología y comportamiento animal. Sus estudiantes estudiaban temas desde el comportamiento de los castores, la influencia del hombre en el comportamiento animal y la preparación de animales para los vuelos espaciales.

## Contribuciones

### Chimpancé infante y niño humano: un estudio comparativo.
La mayor contribución de Kohts al campo de la psicología es su publicación de 1935, El Chimpancé Infante y el niño humano. El libro es una comparación detallada de las emociones e inteligencia del chimpancé y el humano. Kohts describe con detalles sin precedentes las expresiones, emociones y comportamientos de un joven chimpancé llamado Joni y su hijo, Roody.
Kohts empezó el estudio cuando adquirió un joven chimpancé, Joni, de los comerciantes de animales de Moscú en 1913.. Se estima que la edad de Joni era entre 3 o 7 años, aunque probablemente era más joven. Después de 2.5 años de estudio con los Kohts, Joni murió de neumonía probablemente a la edad de 4 años. Kohts, documentó las emociones de Joni y su comportamiento, movimientos faciales, postura corporal, gestos y vocalizaciones. Entre las emociones que documentó fueron: excitabilidad general (relacionada con angustia, arrepentimiento o enojo), gozo (risas, sonrisas y jugueteos), tristeza (llanto) y comportamientos de juego (correr, saltar, jugar con animales y gente, jalar objetos, escalara, mirar objetos, familiarización con objetos, etc.).
Nueve años después de la muerte de Joni, Kohts dio a luz a su hijo Roody en 1925. Ella después documentó las similitudes y diferencias entre las dos especies por cada emoción y comportamiento. El producto final fue primeramente publicado en 1935. Pero no fue hasta 2002 que fue traducido al inglés. La investigación demuestra estar adelantada a su tiempo y es un clásico que pertenece a los estantes de cualquier estudiante de comportamiento de primates y de cognición.

### Paradigma de Coincidir con la muestra.
Nadezhda Kohts es a menudo considerada como la inventora del popular test comportamental de Coincidir con la muestra. Kohts a menudo sostenía un ladrillo coloreado y pedía a Joni identificar el mismo color del ladrillo de una serie de colores en frente de él. Sin embargo, su más interesante y novedoso enfoque fue el de evaluar el paradigma de coincidir con la muestra que requería transferir de un sentido a otro. En el test, Kohts sostenía un objeto para que Joni lo viera, y luego lo colocaba en un saco con otros objetos que estaban ocultos de la vista de Joni. Después, Joni buscaba adentro del saco para sentir el objeto que coincidía con el objeto que había sostenido Kohts. En este test, Joni debía transferir el estímulo visual hacia un estímulo táctil.  

### Otros trabajos notables
Kohts estudió comportamientos como el uso de herramientas y modificación en chimpancés - comportamientos que no habían sido bien documentados hasta décadas después. Durante un estudio de cinco años en un chimpancé adulto llamado "París", Kohts detalló eventos en los cuales París construía nidos para dormir con ramas y hojas, usaba herramientas para adquirir recompensas y modificaba herramientas para adquirir premios .

## Reconocimientos y premios
Nadezhda Kohts fue nombrada como científica honorable de la República Socialista Federativa Soviética de Rusia en 1960. También fue conmemorada con la Orden de Lenin, entre otras.

## Vida personal
Kohts tuvo un hijo, Rudolf Alfred Kohts, en 1925 llamado en honor de Rudolf Steiner, el cual era admirado por la pareja. Kohts murió a la edad de 74 años el 3 de septiembre de 1963. Probablemente debido a una condición cardíaca de la cual ella había estado sufriendo por años.

## Publicaciones
- Ladygina-Kohts, Nadezhda Nikolaevna (2002). Infant chimpanzee and human child: A classic 1935 comparative study of ape emotions and intelligence. Oxford University Press. ISBN 978-0-19-513565-7.
- Ladygina-Kots, N.N. (1965). Predposylki chelovecheskogo myshleniia; podrazhatel'noe konstruirovanie obez'ianoĭ i det Soyi. Moskva, Nauka
- Dembowski, J., Ladygina-Kots, N.N. (1963). Psikhologii︠Un︡ obezʹi︠un︡n. Moskva : Izd-vo inostrannoĭ Encendido-ry.
- Ladygina-Kots, N.N. (1959). Konstruktivnai︠Un︡ i orudiĭnai︠un︡ dei︠un︡telʹnostʹ vysshikh obezʹi︠un︡n. (La actividad constructiva e instrumental de los monos más altos.)
- Ladygina-Kots, N.N. (1958). Razvitie psikhiki v protsesse evoliutsii organizmov. (Desarrollo del psyche en la evolución de organismos).
- Ladygina-Kots (1935). Diti︠Un︡ shimpanze i diti︠un︡ cheloveka : v ikh instinktakh, ėmot︠s︡ii︠un︡kh, igrakh, privychkakh i vyrazitelʹhykh dvizhenii︠un︡kh. Moskva : Izdanie Gosudarstvennogo Darvinovskogo muzei︠Un︡.
- Ladygina-Kots, N.N. (1928). Prisposobitelʹnye motornye navyki makaka v uslovi︠Un︡kh ėksperimenta: k voprosu o "trudovykh prot︠s︡essakh" nizshikh obezʹi︠un︡n. (Adaptive Hábitos de motor del Macacus Rhesus bajo condiciones experimentales: una contribución al problema de “procesos laborales” de monos. Moskva: Izandie Gosudarstvennogo Darvinovskogo muzeia.
- Ladygina-Kots, N.N. (1923). Untersuchungen über Dado erkenntnisfähigkeiten des schimpansen aus dem Zoopsychologischen laboratorium des Museo Darwinianum en Moskau. (Investigaciones en las capacidades cognitivas del chimpancé del Zoopsychological Laboratorio del Museo Darwinianum en Moscú). Moskva-Petrograd, Gosudarstvennoe izdatelʹstvo.
- Ladygina-Kots, N.N. (1923). Issledovanie poznavatel'nych sposobnostej šimpanze. Moskva [u.Un.] Gosud. Izdat.